# Oldenburgi Anna angol királyné
Oldenburgi Anna (Skanderborg vára, 1574. december 12. – Hampton Court-palota, 1619. március 2.) dán és norvég királyi hercegnő, Anglia és Skócia királynéja.

## Élete
II. Frigyes dán király és Zsófia mecklenburg-güstrowi hercegnő második gyermeke. Születése nagy csalódás volt apja számára, aki addigra már egy lány édesapja volt, Anna nővére, Erzsébet 1573-ban született, a király pedig nagyon szeretett volna már egy fiúörököst.
Három év múlva megszületett a várva várt herceg, Keresztély.
Anna és nővére anyjuk családjánál, Güstrow-ban nevelkedett. A csecsemő Keresztély szintén ott élt, két éves koráig, amikor nővéreivel visszatért Dániába. Anyjuk, Zsófia szeretetteljes légkörben nevelte gyermekeit, akiket saját maga ápolt, ha betegek lettek. Már kislányként el akarta jegyezni Annát VI. Jakab skót király, Stuart Mária királynő fia, aki 8 és fél évvel volt idősebb a hercegnőnél.
Jakab másik lehetséges választottja IV. Henrik francia király testvére, a nála 7 évvel idősebb Katalin hercegnő lett volna. A skót tanácsadók inkább Anna nővérét, Erzsébetet szánták Jakabnak, ám ő a 25 éves, özvegy, egy gyermekes Henrik Gyula brunszviki herceg felesége lett 1590-ben. 1588-ban meghalt Anna édesapja, özvegye, Zsófia királyné pedig jól akarta férjhez adni lányait. 1589 júliusában megszületett a megegyezés Dánia és Skócia között, Jakab nőül veszi Annát, habár aggasztó pletykákról lehetett hallani, miszerint a skót király jobban kedveli a férfiakat, mint az asszonyokat.
Ennek ellenére Jakab belement az eljegyzésbe, de kizárólag azért, hogy biztosítsa a Stuart-dinasztia vérvonalának folytatását.
1589. augusztus 20-án, képviselő útján meg is kötik a házasságot, a Kronborg várban. Jakabot a szertartáson George Keith, Marischal 5. grófja képviselte, s jelképesen ő feküdt Anna mellé a nászágyba aznap este.
Anna 10 nap alatt érte el hajóval Skócia partjait, ám útközben meg kellett állniuk Norvégiában, mivel az utazást számos balszerencsés esemény kísérte, köztük egy igen komoly vihar a tengeren, mely miatt nagyon aggódtak az ifjú királyné testi épségéért. Jakab és Anna végül is Norvégiában, Oslóban találkozott egymással először, s ott már ténylegesen együtt álltak az oltár elé, 1589. november 23-án.
Egy hónapnyi ünneplés után Jakab karácsonyra ellátogatott Dániába, hogy megismerje felesége családját. 1590. március 7-én az ifjú pár részt vett Anna nővére, Erzsébet esküvőjén, Koppenhágában.
Két nap múlva elhajóztak Skóciába. Május 1-jén érkeztek meg. Öt nap múlva Anna megismerte az edinburgh-i várat is. 1590. május 17-én Annát Skócia királynéjává koronázzák a holyroodi apátság templomában, az első protestáns koronázási ceremónia keretében. A szertartás hét órán át tartott. John Maitland kancellár helyezte Anna fejére a koronát. Korabeli beszámolók szerint Jakab a nászéjszakán csak kis időt töltött Anna szobájában, ennek ellenére állítólag a házasság korai éveiben még vonzalommal, ugyanakkor gyengédséggel fordult a királyné felé. 1593-tól 1595-ig Jakab romantikus érzelmeket táplált Anne Murray (később Lady Glamis) iránt, s a pletykáról természetesen a királyné is értesült.
1591-ben és 1592-ben Anna még nem tudott teherbe esni, az ország és a király pedig egyre jobban sürgette a fiúörökös érkezését. Végül 1594 februárjában a királyné életet adott elsőszülött fiának, Henrik Frigyes hercegnek. Anna hamar rájött, hogy semmiféle beleszólása nem lesz fia nevelésébe, akit Jakab a saját egykori dajkája, Helen Little gondjaira bízott.
1603 májusában elvetélt a királyné. Egy vetélése már volt 1595-ben. 1603 márciusában elhunyt a 69 éves I. Erzsébet angol királynő, örököse pedig Jakab lett, így Anna már nem csupán Skócia, hanem Anglia királynéja is lett. 1603. július 25-én koronázták Anglia királynéjává.
1607 után már egyre kevesebb időt töltött egy fedél alatt Anna és férje. Abban az évben született utolsó gyermekük, Zsófia, aki születése után szinte azonnal meghalt. Hét szülés és három vetélés után Anna úgy döntött, nem esik többé teherbe.
1612-ben betegségben elhunyt az elsőszülött fia, Henrik, ami mélységesen megviselte az asszonyt. 1613 áprilisában lánya, Erzsébet elhagyta szülőhazáját, hogy feleségül menjen V. Frigyes választófejedelemhez. Valójában a legtöbb ellentét Anna és hitvese között abból fakadt, hogy a királyné nem igazán szimpatizált az anglikán vallással. Ő maga lutheránusként nőtt fel, ám csendben áttért a katolikus hitre.
Az asszony imádott táncolni, vadászni, politizálni, azon kívül patronálta és kedvelte a művészeteket, például az építészetet, a színjátszást, a zenét. 
1617 végén a királyné ágynak esett, s onnantól kezdve már nem is igen tudta elhagyni szobáját. Halálos ágyánál ott volt fia, Károly wales-i herceg és kedvenc komornája, Anna Roos is, aki még Dániából érkezett vele annak idején Skóciába. 1619. március 2-án, 44 éves korában végül elhunyt, a Hampton Court Palotában. Végső nyughelye a Westminster Apátságban van 1613. május 13. óta, Henrik Király Kápolnájában.
I. Jakabot igen megviselte a gyász, habár nem volt vele utolsó óráinál, s a temetésen sem jelent meg. Nem nősült újra, s 6 év múlva ő is meghalt. Amikor 1714-ben Anna királynő meghalt, a Stuart-dinasztia mégsem halt ki teljesen, hiszen őt I. Jakab lányának, Erzsébetnek az unokája, I. György brit király követte a birodalom trónján.
Jakab és Anna gyermekei voltak még: Margit, Róbert és Mária. Margit tizenöt hónapot élt, Róbert csak négy hónapot, Mária pedig csupán 2 esztendős volt, amikor meghalt. Másodszülött fiuk, Károly került trónra Jakab halálával, 1625-ben, I. Károly néven. Neki tragikus sors adatott: 1649-ben Oliver Cromwell egy politikai puccs során kivégeztette őt, s Angliában 1660-ig köztársaság volt az államforma. Ekkor I. Károly fia, Károly herceg visszaállította a monarchia intézményét Angliában, s II. Károly néven trónra lépett. Azonnal kivégeztette azokat, akik részt vettek apja meggyilkolásában.